# D702iBCL
FOMA D702iBCL（フォーマ・ディー ななまるに アイビーシーエル）は、三菱電機によって開発された、NTTドコモの第三世代携帯電話 (FOMA) 端末製品である。

## 概要
D702iBCLは、D702i をベースに法人向け端末製品として開発された。法人専用モデルのため、個人での購入はできない。型番にあるBCLとは、Business Camera Less の略である。その名が示すとおり、D702iに装備されていた二個のカメラが廃されている。盗撮による機密情報の流出を防止するためカメラおよびカメラ付き携帯電話の持ち込みを禁止している企業や工場、研究所においても、差し支えなく利用できるとしている。
D702iのシンプルな機能、ストレート形の外観はそのままである。テレビ電話用のインカメラも備えていないため、テレビ電話の利用はキャラ電に限られる。カラーバリエーションはBLACKの一種類のみ。

## 仕様
- 寸法:
  - 高: 130 ミリメートル
  - 幅: 47 ミリメートル
  - 厚: 16.8 ミリメートル
- 体積: 92 立方センチメートル
- 重量: 97 グラム
- 画面:
  - メイン: 240×320 ピクセル (QVGA) 2 インチ TFT
  - サブ: なし
- カメラ: なし
- 外部メモリーカード: なし
- 電池:
  - 容量: 830 mAh
  - 連続待受時間: 静止時 560 時間 / 移動時 400 時間
  - 連続通話時間: 170 分間
  - 連続テレビ電話通話時間: 105 分間（キャラ電）
- SAR: 0.614 W/kg

## 歴史
- 2006年5月19日 - 電気通信端末機器審査協会による審査を通過。
- 2006年6月26日 - 発売開始。